# Эльфледа (королева Мерсии)
Эльфледа (др.-англ. Ælfflæd) или Этельфледа (др.-англ. Æthelflæd) — дочь короля Мерсии Кёлвульфа I, жена короля Мерсии Вигмунда и мать короля Мерсии Вигстана. Впервые упомянута Вильямом Мальмсберийским в XII веке.

## Биография
Согласно составленного Вильямом Мальмсберийским жизнеописания Вигстана, когда отец того король Вигмунд умер в 840 году, Вигстан отказался стать королём, отдав предпочтение религии. Затем его дядя Беортвульф попросил разрешения жениться на вдовствующей королеве Эльфледе, и когда Вигстан отказал ему, убил его. Иоанн Вустерский сообщал другую версию биографии и обстоятельств смерти Вигстана, которую он датировал 849 годом. Вигстан считался святым, как и многие другие члены англосаксонской королевской семьи, убитые по политическим мотивам .
Эльфледа была наследницей своего отца и его брата Кёлвульфа, и к середине века она, вероятно, стала аббатисой Уинчкомба, так как распоряжалась имуществом аббатства. Она умерла после 850 года и, возможно, была матерью короля Кёлвульфа II.